# Wystupowyczi
Wystupowyczi (ukr. Виступовичі) – wieś na Ukrainie, w obwodzie żytomierskim, w rejonie owruckim. W 2001 roku liczyła 80 mieszkańców.
Pierwsza wzmianka o miejscowości pochodzi z 1545 roku. 
Znajduje tu się przystanek kolejowy Wystupowyczi, położony na linii Kalinkowicze – Korosteń.